# Wiesmühle (Nabburg)
Wiesmühle ist ein Ortsteil der Stadt  Nabburg im Oberpfälzer Landkreis Schwandorf (Bayern).

## Geografie
Wiesmühle liegt etwa 830 Meter westlich der Bundesautobahn 93, 700 Meter nördlich der Staatsstraße 2040 und ungefähr 500 Meter nordöstlich von Nabburg auf dem Ostufer der Naab.

## Geschichte
Wiesmühle (auch: Wisenmühl, Wisenmull, Wißmühl, Wismühl) wurde im Zins-, Steuer- und Giltbuch des Amtes Nabburg aus dem Jahr 1444 erstmals schriftlich erwähnt. Im Salbuch von 1473 wurden zwei Mühlen erwähnt, womit wohl die Ledermühle und die Wiesmühle gemeint waren. Im Salbuch von 1513 wurde die Wiesmühle mit Mühlenzins von Weihnachtswecken und 24 Achtel Kornzins eingetragen. Die Wiesmühle wurde auch im Amtsverzeichnis von 1596 genannt. Im Türkensteueranlagsbuch von 1606 wurde Wiesmühle zusammen mit der Ledermühle veranlagt mit 2 Mühlen, 1 Pferd, 2 Ochsen, 2 Kühen und einer Steuer von 15 Gulden und 48 Kreuzer.
Im Herdstättenbuch von 1721 erschien die Wiesmühle mit 1 Anwesen, 1 Haus und 1 Feuerstätte. Im Herdstättenbuch von 1762 erschien die Wiesmühle mit 1 Herdstätte und 2 Inwohnern. 1792 hatte die Wiesmühle 1 hausgesessenen Amtsuntertan. 1808 gab es in Wiesmühle 1 Anwesen. Die Mühle gehörte Johannes Gerstner. Sie hatte 6 Gänge und einen Ölstampf oder Leinschlag und zahlte eine Steuer von 1830 Gulden.
1808 begann in Folge des Organischen Ediktes des Innenministers Maximilian von Montgelas in Bayern die Bildung von Gemeinden. Dabei wurde das Landgericht Nabburg zunächst in landgerichtische Obmannschaften geteilt. Wiesmühle kam zur Obmannschaft Tauchersdorf. Zur Obmannschaft Tauchersdorf gehörten: Tauchersdorf, Namsenbach, Neusath, Wiesensüß, Perschen, Haselhof, Richtmühle, Kurmhof, Wiesmühle sowie die ämtischen Untertanen der Stadt Nabburg.
Dann wurden 1811 in Bayern Steuerdistrikte gebildet. Dabei kam Wiesmühle zum Steuerdistrikt Nabburg II. Der Steuerdistrikt Nabburg II bestand aus der Vorstadt Venedig, der Einöde Wiesmühle und der Stadtkammerwaldung Pirkig. Er hatte 25 Häuser und zusammen mit Nabburg I 1424 Seelen. Nabburg II hatte 200 Morgen Äcker, 56 Morgen Wiesen, 10 Morgen Holz, 6 Weiher, 30 Morgen öde Gründe und Wege, 5 Pferde, 10 Ochsen, 60 Kühe, 8 Stück Jungvieh, 20 Schweine.
Schließlich wurde 1818 mit dem Zweiten Gemeindeedikt die übertriebene Zentralisierung weitgehend rückgängig gemacht und es wurden relativ selbständige Landgemeinden mit eigenem Vermögen gebildet, über das sie frei verfügen konnten. Hierbei kam Wiesmühle 1842 zur Ruralgemeinde Diendorf. Die Gemeinde Diendorf bestand zunächst aus den Ortschaften Diendorf mit 23 Familien, Wölsenberg mit 8 Familien, Girnitz mit 10 Familien, Höflarn mit 9 Familien, Eckendorf mit 12 Familien, Kumpfmühle mit einer Familie, Bärnmühle mit einer Familie, Namsenbach mit 10 Familien und Perschen mit 19 Familien. Seit 1842 wurde Wiesmühle als zur Gemeinde Diendorf gehörig verzeichnet und 1946 kamen die Ortschaften Haindorf, Haselhof, Neusath und Richtmühle aus der aufgelösten Gemeinde Neusath zur Gemeinde Diendorf hinzu. Die Gemeinde Diendorf blieb bis 1975 bestehen und wurde dann nach Nabburg eingegliedert.
Wiesmühle gehörte vom 18. bis zum 20. Jahrhundert zur Filialkirche Perschen der Pfarrei Nabburg, Dekanat Nabburg.

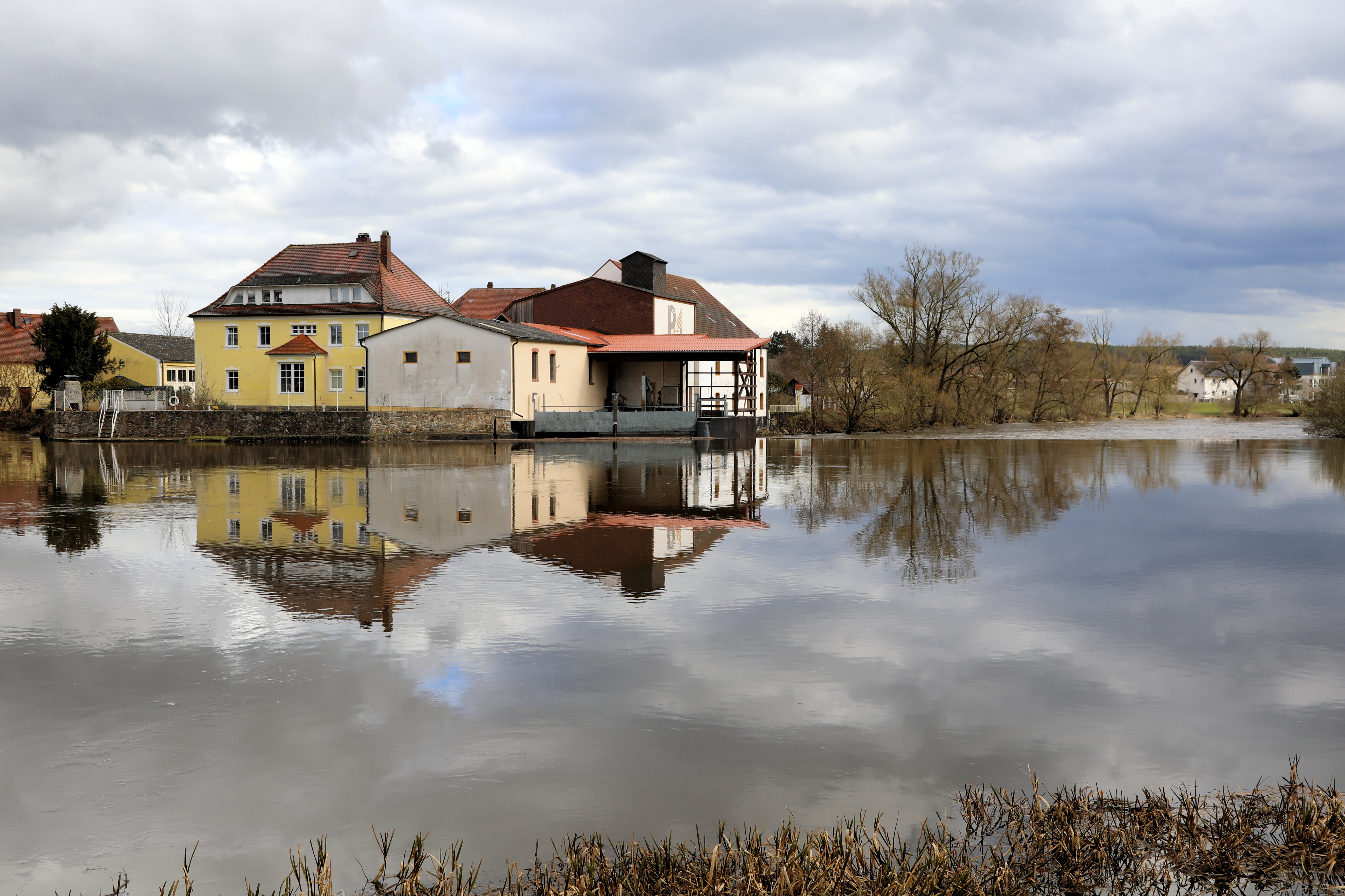
Wiesmühle 2023
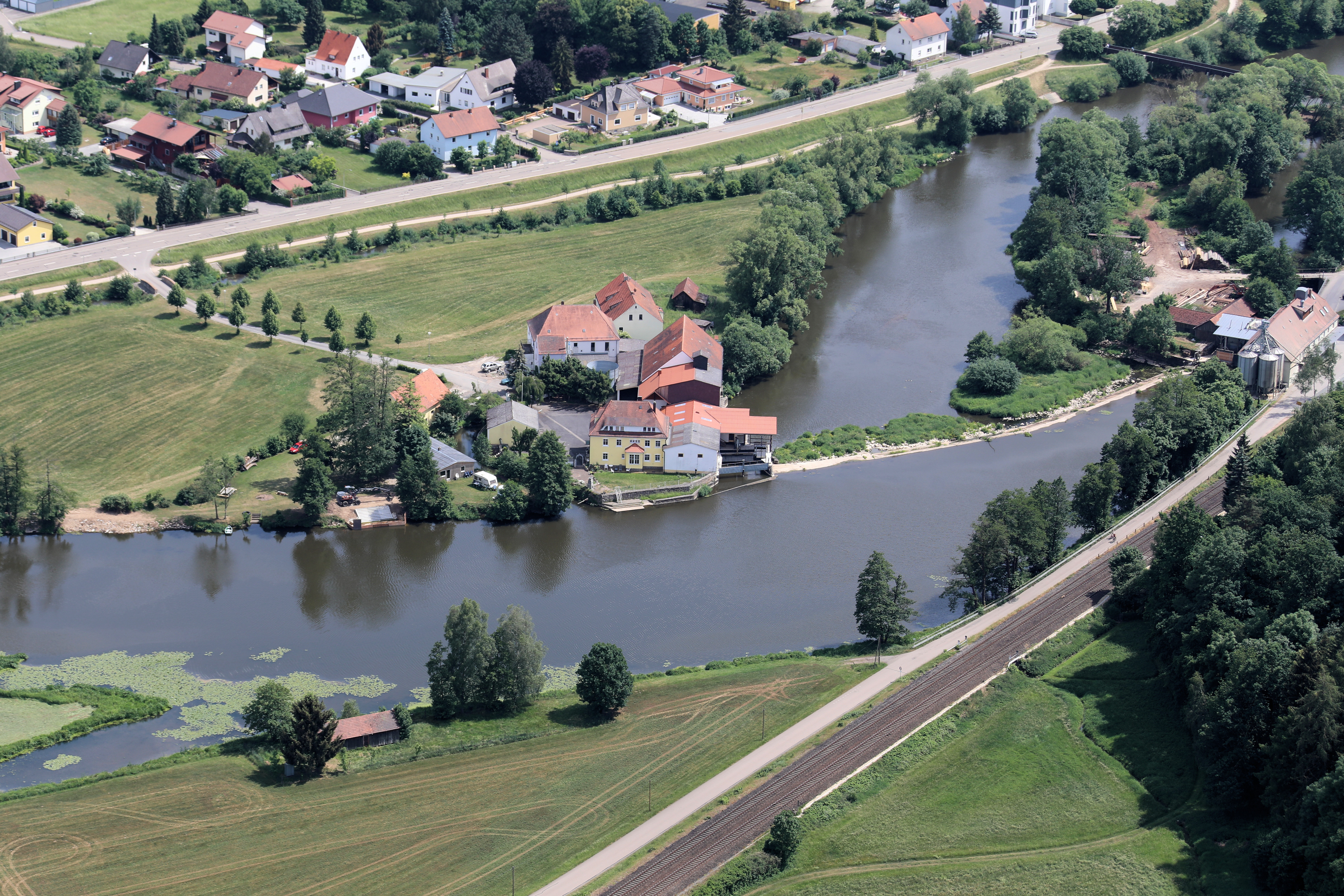
Wiesmühle (2018)
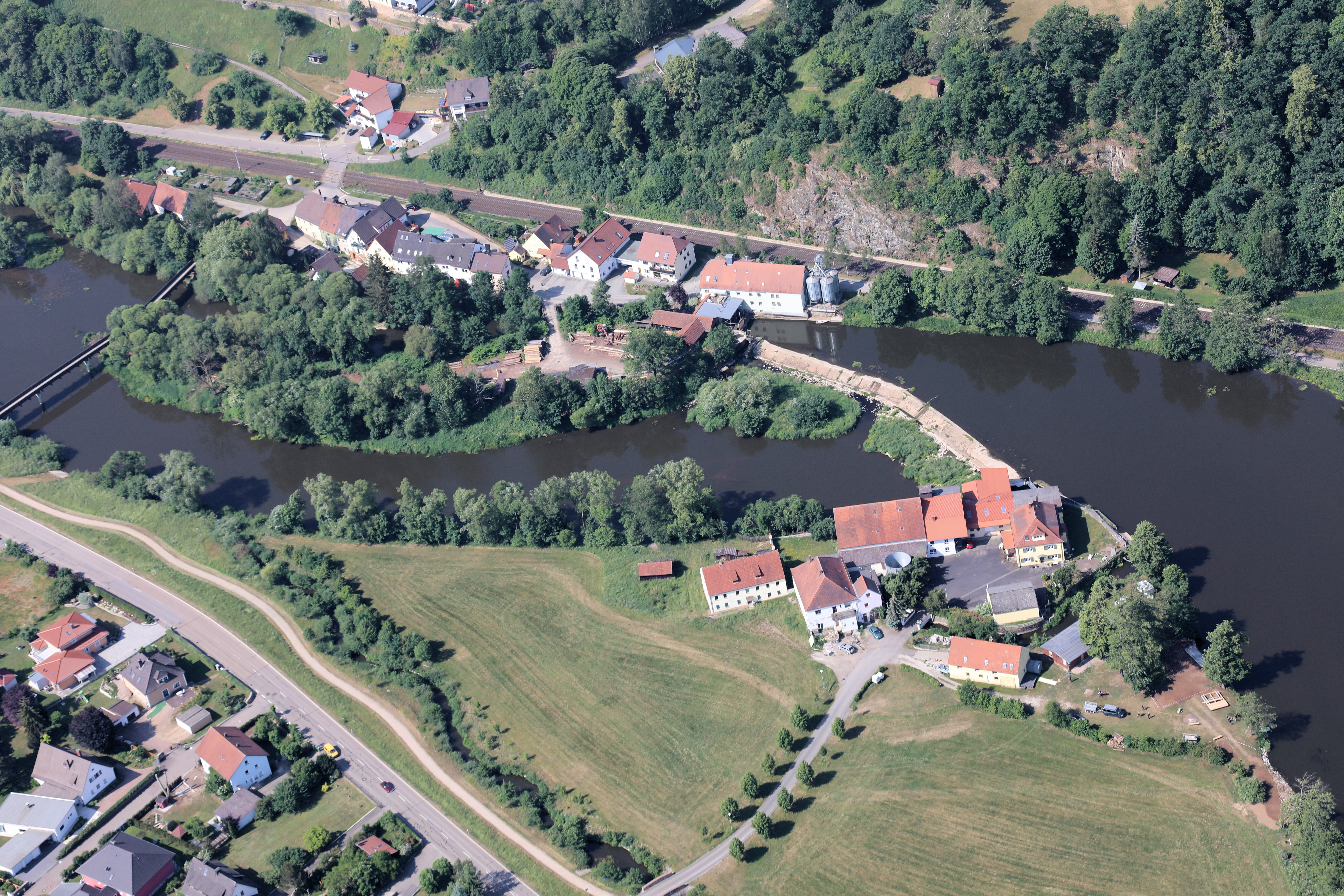
Wiesmühle (2018)

## Einwohnerentwicklung ab 1864
| Jahr | Einwohner | Gebäude |
| ---- | --------- | ------- |
| 1864 | 17        | 6       |
| 1875 | 26        | 7       |
| 1885 | 37        | 5       |
| 1900 | 37        | 2       |
| 1913 | 29        | 3       |
| 1925 | 11        | 1       |

| Jahr | Einwohner | Gebäude |
| ---- | --------- | ------- |
| 1950 | 52        | 4       |
| 1961 | 25        | 6       |
| 1964 | 39        | 6       |
| 1970 | 40        | k. A.   |
| 1987 | 29        | 7       |
| 2011 | 5         | k. A.   |